# Anja Freese
Anja Freese-Binder (* 22. Januar 1965 in Freiburg im Breisgau) ist eine deutsche Schauspielerin.

## Leben und Karriere
Freese-Binder moderierte das Wetter im Sat.1-Frühstücksfernsehen.
Bekannt wurde Freese-Binder dann durch ihr Mitwirken in den RTL-Serien Die Wache und Medicopter 117, wobei sie in letzterer im Jahr 2000 aus der Besetzung austrat, um sich neuen Filmprojekten zu widmen.
In ihrer Freizeit betreibt Freese-Binder Judo, reitet und schwimmt gerne. Sie lebt in Hamburg, Berlin und Los Angeles.

## Filmografie (Auswahl)
- 1995–1998: Die Wache (Fernsehserie, 46 Folgen)
- 1996: Sylter Geschichten (Fernsehserie, eine Folge)
- 1996: Guten Morgen, Mallorca (Fernsehserie, eine Folge)
- 1998: Alphateam – Die Lebensretter im OP (Fernsehserie)
- 1998–2000: Medicopter 117 (Fernsehserie, 24 Folgen)
- 1999: Dr. Stefan Frank – Der Arzt, dem die Frauen vertrauen – Der Todessprung
- 2000: Balko (Fernsehserie, eine Folge)
- 2000: Neonnächte – Der U-Bahn-Schlitzer (Fernsehfilm)
- 2000: Luftpiraten (Fernsehfilm)
- 2002: C.E.O.
- 2002: Tödliche Freundschaften (Fernsehfilm)
- 2003: Im Namen des Gesetzes (Fernsehserie, eine Folge)
- 2003: Die Rosenheim-Cops (Fernsehserie, Tödliche Höhen)
- 2003: Eiskalte Freunde (Fernsehfilm)